# 일본 철도성
철도성(鐵道󠄁省)은 제2차 세계 대전 이전의 일본에서 철도에 관한 업무를 관할하던 국가행정기관 중 하나이다. 국유철도 사업을 소관해, 지방 철도 및 궤도를 감독했다. 전후의 일본에 있어서의 운수성, 국토 교통성 및 공공 기업체 일본국유철도, JR 그룹의 전신에 해당한다. 일본의 철도 개업 이래, 다양한 부처가 철도 행정을 소관해 왔지만, 그것들을 거쳐 철도성은 1920년 5월 15일에 설치되었다.
1943년 11월 1일에 운수 통신성 철도총국으로 개편되어 1945년에 운수성 철도총국이 계승했지만, 1949년 6월 1일에 철도 감독 행정이 운수성 철도 감독국(국유철도부·민영 철도부)으로, 국유 철도 사업이 공공 기업체의 일본국유철도로 각각 분리되었다. 또한 철도 행정의 소관은 1991년 7월 1일의 운수성 내의 재편으로 운수성 철도국으로 이행하고, 현재는 2001년 1월 6일 중앙부처 개편으로 발족한 국토교통성 철도국이 관할하고 있다
영어 명칭은 부처로서의 「철도성」을 가리키는 경우는 "The Ministry of Railways", 철도망으로서의 「철도성」을 가리키는 경우는 "Japanese Government Railways"이다(명칭에 Imperial을 붙이는 경우도 있었다).

## 철도성
교통운수 시책의 확대를 내건 입헌정우회 원내각에 의해 1920년 철도사업의 권한 강화 및 독립을 목표로 철도부로 승격, 1920년 5월 15일 '철도부 관제'(칙령 144호)에 따라 설치되었다.

제1조 철도부장관은 국유철도 및 그 부대업무를 관리하고 지방철도 및 궤도를 감독한다. 철도부장관은 남만주철도주식회사의 철도 및 항로에 관한 업무를 감독한다.
제3조 철도부에 좌6국을 둔다

　　　　　감독국 운수국 건설국 공무국 공사국 회계국
— 鉄道省官制ヲ定ム（勅令144号）>

초대대신은 모토다 하지메. 중앙에 대신관방과 감독·운수·건설·공무·공작·경리의 6국, 지방에 철도 관리국을 개편한 철도국과 교습소, 개량·건설 사무소, 철도 병원이 설치되었다.
출범 초기에는 입헌정우회에 의한 각 부처 간부의 대량 해임 등 당시 막 출범한 정당 내각과 철도 부설 이권이 얽혀 혼란을 겪으며 사회적 비판을 받기도 했지만, 이후 일본의 경제 발전에 따른 교통 수요 증가에 따라 쇼와 초기에 국철-사철을 비롯한 육상 교통 전반의 근대화를 추진한 모체가 되었다. 육상교통 전반의 근대화를 추진하는 모체가 되었다.

## 역사

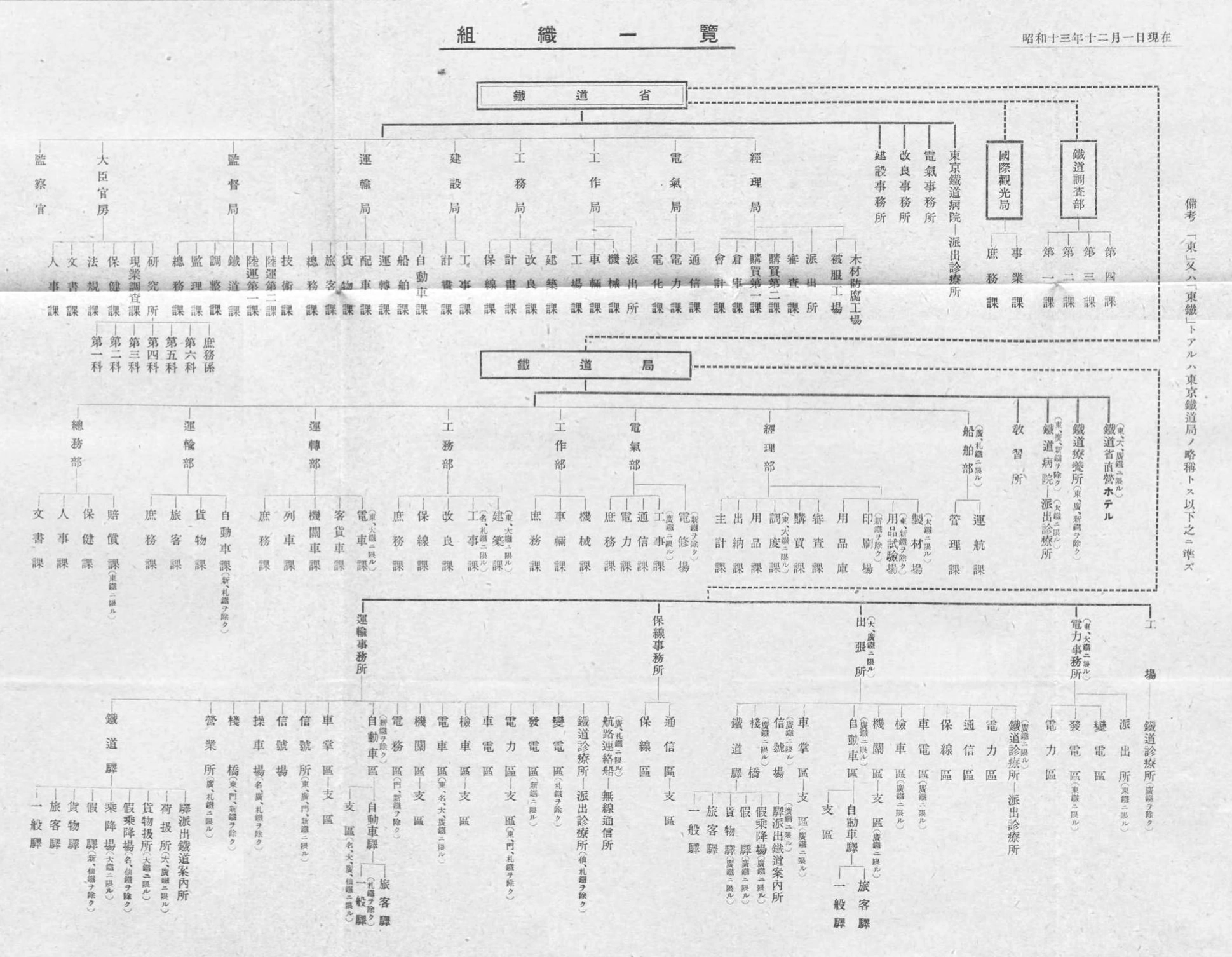
철도부 조직도(1938년 12월 1일 기준)

메이지 시대인 1870년 8월 13일에 민부대장성(民部大藏省) 산하 조직인 철도괘(鐵道掛)가 설립되었으며 같은 해 12월 12일에 공부성(工部省)으로 이관되었다. 이 조직은 1871년 9월 28일을 기해 공부성 철도료(鐵道寮)로 개편되었다. 1872년 6월 12일에 시나가와역~요코하마역 철도 구간이 임시 영업을 개시했고 같은 해 10월 14일에 일본의 철도 영업이 시작되었다.
1877년 1월 11일에 공부성 철도료가 공부성 철도국(鐵道局)으로 개편되었으며 1885년 12월 22일에 공부성이 폐지되면서 내각 직속 철도국이 되었다. 1890년 9월 6일을 기해 내무성(內務省) 산하 철도청(鐵道廳)이 되었다가 1892년 11월 10일에 체신성(遞信省) 산하 철도국(鐵道局)으로 개편되었다. 1897년 8월 18일에는 체신성 산하 철도작업국(鐵道作業局)이 설립되었고 1907년 4월 1일에는 체신성 산하 제국철도청(帝國鐵道廳)이 설립되었다. 1908년 12월 5일에 체신성 산하 철도작업국과 제국철도청이 통합되면서 내각 직속 철도원(鐵道院)이 되었다. 1920년 5월 15일을 기해 철도성(鐵道󠄁省)이 되었다.
철도국은 철도원 철도관리국을 계승한 삿포로, 센다이, 도쿄, 나고야, 고베(1928년 5월 오사카 철도국으로 개칭하여 오사카로 이전), 모지의 6국 체제로 출발했다. 또한 서양에 비해 뒤처진다는 지적을 받았던 전기화를 추진하기 위해 1921년 전기국을 설치하고 각지에 부영 발전소를 신설했으며, 1928년부터는 체신성이 담당하던 자동차 등 다른 육상 교통 부문도 관할했다. 한편 만철의 철도 사업에 대한 감독권은 1929년 척무성으로 이관되었다.
1927년에는 화물 운송 수요가 증가하는 가운데 복잡한 운임제도와 소규모 운송사업자의 난립으로 혼란을 초래하고 있던 소화물 업계의 대책으로 취급을 철도성 직영으로 철도와 민간 운송업자가 협력하여 운송하기로 하고, 각지의 철도국, 운송점, 상공 관계자가 참여하는 '운수위원회'를 전국의 37곳에 설치되었다. 이 구조가 철도 이용 운송사업(통운사업)의 근간이 되었다.
철도망 정비에 맞춰 철도원 시절부터 정치권에서 세 번이나 논의되었던 철도국 신설도 이루어졌는데, 1935년 히로시마(오사카 모지에서 분리), 1936년 니가타(센다이, 도쿄에서 분리) 양 철도국이 개설되었다. 또한 1943년에는 자카타 철도국(자카타청 철도에서 편입)이 발족했다.
1935년에는 전국의 운수위원회가 군부가 참여한 철도국별 '교통협의회'로 개편되어 각 지역의 육상교통 통제 조직으로 바뀌었고, 1938년에는 만주국 철도총국, 조선철도국 및 관계 철도회사 및 선박회사와 함께 '내선만지화'가 설립되었다. 선박회사와 함께 '내선만지화물연락운송규정'을 제정하여 한반도 및 대륙과의 수송체제 강화를 도모하였다. 또한 1941년에는 전시체제 강화에 따라 군수물자국을 설치했다.
1942년에는 정부의 행정 간소화 정책에 따른 관청 기구 정비를 앞두고 대대적인 조직 통합을 단행했다. 본부 조직을 총무, 요원, 감리, 업무, 시설, 자재의 6국 체제로 축소하고 지방 조직도 대폭 변경했으며, 3월 14일에는 철도기술연구소가 설립되었다
1943년 11월 1일, 전시 체제에 따른 관청 통폐합의 일환으로 통신부와 합병하여 교통통신부로 개편되었다.

## 운송
1928년 무렵의 3등석 여객 운임은 다음과 같다.

## 참고문헌
- 鉄道省 編『日本鉄道史 上篇』鉄道省、1921年。doi:10.11501/2127152。
- 第一東京工事局「組織 施設･建設の組織の変遷」『東工』37(147)(特集号)、日本国有鉄道、1987年1月、111-167頁、doi:10.11501/2358853。
- 秦郁彦 編『日本官僚制総合事典：1868 - 2000』東京大学出版会、2001年。

틀:일본 철도의 역사